# Leonard Ratner
Leonard Gilbert Ratner (Minneapolis, 1916. július 30. − 2011. szeptember 2.) - amerikai zenetudós, a Stanford Egyetem zenetudományi professzora, a klasszikus korszak stílusának szakértője volt, és leginkább a témaelmélet fogalmának kidolgozójaként ismert.

## Életpályája
A minnesotai Minneapolisban született. Hegedű- és brácsatanulmányok, valamint Frederick Jacobi, Arnold Schönberg, Ernest Bloch és Arthur Bliss zeneszerzői tanulmányai után a Berkeley Egyetemen Manfred Bukofzer vezetésével zenetudományi doktorátust szerzett, az első ilyen fokozatot, amelyet az egyetem adott.

## Karrierje
1947-ben csatlakozott a Stanford Egyetem újonnan alakult zenei tanszékéhez, ahol 1984-es nyugdíjba vonulásáig zeneszerzéssel, tanítással és zeneelméleti kutatásokkal foglalkozott. Komponált egy kamaraoperát és számos kamaraművet. Zeneszerzést és elméletet tanított felsőbb éves hallgatóknak, és kamarazenét oktatott; emellett alapfokú zeneismereti kurzusokat tartott egyetemistáknak, a Stanford öregdiákjainak és a nagyközönségnek. 1962-ben Guggenheim-ösztöndíjat kapott, 1998-ban pedig az Amerikai Művészeti és Tudományos Akadémia tagjává választották.
Kutatásait a „szonátaforma harmonikus alapjainak hangsúlyozására, mint a tematikus perspektíva ellenpontjára” és a zenei periódus és forma elméletének kidolgozására szentelte.

## Publikációi

### Könyvek
- Zene: The Listener's Art NY: McGraw-Hill. 1. kiadás. 1957; 2. kiadás 196; 3. kiadás 1977.
- Harmony, Structure, and Style NY: McGraw-Hill, 1962
- Klasszikus zene: New York: Expression, Form, and Style (Kifejezés, forma és stílus) NY: Schrimer, 1980
- Jane Stevens recenziója, Journal of Music Theory 27 (1983)
- The Musical Experience: Sound, Movement, and Arrival NY: Freeman, 1983
- Romantic Music: Hang és szintaxis NY: Schrimer, 1992

### Beethoven vonósnégyesek
- Stanford: Compositional Strategies and Rhetoric Stanford: Stanford Bookstore, 1995

### Tudományos folyóiratcikkek
- „Harmonic aspects of Classic Form” Journal of the American Musicological Society 2 (3), Autumn, 1949 p.159-68
- „Eighteenth-Century Theories of Musical Period Structure” Musical Quarterly 42(4) Oct. 1956. p 439-454.
- „Az elméleti képzés természetéről és értékéről” („A Forum: Music theory for the Layman”) Journal of Music Theory 3 (1959) 58-69. sz.
- „Approaches to Musical Historiography of the Eighteenth Century” Current Musicology 9 (1969) 154-57.
- „Key Definition: A structural problem in Beethoven's Music” Journal of the American Musicological Society, 23(3) Autumn, 1970 472-83
- „Texture: Israel Studies in Musicology 2 (1980) p. 51-62.
- „Topical content in Mozart's Keyboard Sonatas” Early Music' 19 (4) (1991) 615-19
- „'Mozart's Parting Gifts” Journal of Musicology 18(1) Winter, 2001, 189-211. o.

### Egyéb
- „Development” és „Sonata Form” in Harvard Dictionary of Music, 2. kiadás, 1969.
- „Koch, Heinrich Cristoph” „Period” és „Riepel, Joseph” in New Grove Dictionary of Music and Musicians 1980.

## Fordítás
- Ez a szócikk részben vagy egészben  a   Leonard Ratner című  Wikipédia-szócikk fordításán alapul.  Az eredeti cikk szerkesztőit annak laptörténete sorolja fel. Ez a jelzés csupán a megfogalmazás eredetét és a szerzői jogokat jelzi, nem szolgál a cikkben szereplő információk forrásmegjelöléseként.